# Brittiska Antarktis

Brittiska Antarktis flagga.

Brittiska Antarktis vapensköld.

Översiktskarta över Brittiska Antarktis (röd).

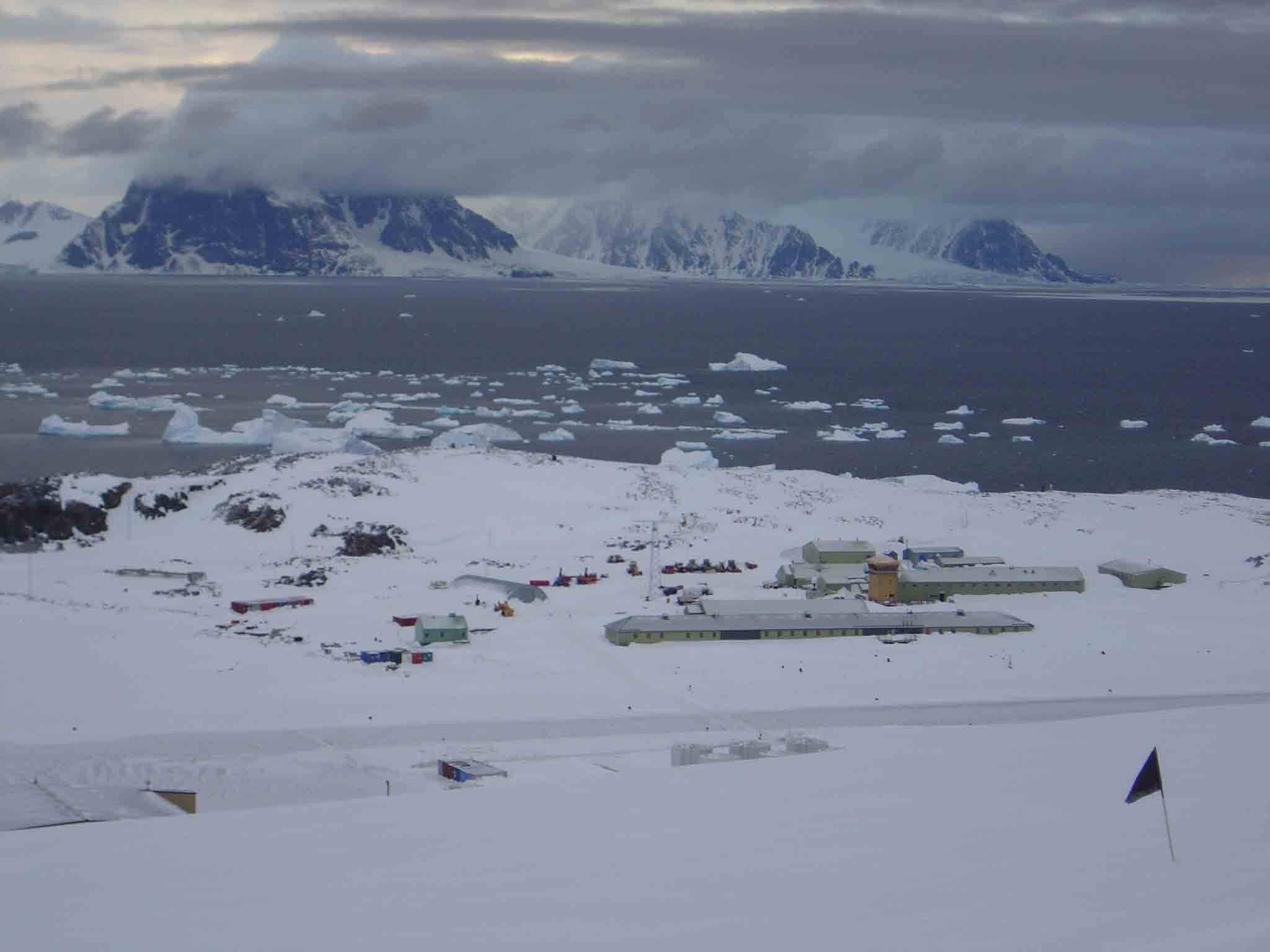
Forskningsstationen Rothera Station på Adelaide Island.

Brittiska Antarktis (engelska: British Antarctic Territory, BAT) är ett landområde i Antarktis som Storbritannien ensidigt gör anspråk på. British Antarctic Survey och andra organisationer och stationer i Argentina, Chile och andra länder driver och underhåller stationer i området.

## Historia
1903 öppnades Storbritanniens första forskningsstation på Laurie Island bland Sydorkneyöarna under den skotska Scotia Expeditionen under ledning av William Speirs Bruce. Stationen var i drift mellan den 1 april 1903 och den 22 februari 1904.
Storbritannien har gjort anspråk på området sedan den 21 juli 1908 då området inklusive Sydshetlandöarna och Sydorkneyöarna införlivades i Falkland Islands Dependencies.
Den 3 mars 1962 upphöjdes hela området inklusive öområden Sydorkneyöarna och Sydshetlandsöarna till Overseas Dependent Territory.
1975 öppnades forskningsstationen Rothera Research Station, som är Storbritanniens största permanenta forskningsstation på Antarktis.

## Geografi
Området ligger i Västantarktis och sträcker sig från 20 till 80 grader västlig längd (området överlappar delvis med Chilenska Antarktis och Argentinska Antarktis). Den allra sydligaste delen fick 2012 namnet Drottning Elizabeths land.
Inom området ligger:
- Graham Land på Antarktiska halvön,
- Ellsworth Land,
- Coats land,
- Drottning Elizabeths land

samt öområdena
- Sydgeorgien (yta: 3 756 km²),
- Sydorkneyöarna (yta: 622 km²),
- Sydsandwichöarna (yta: 310 km²),
- Sydshetlandsöarna (yta: 3 687 km²).

Sydgeorgien och Sydsandwichöarna omfattas inte av Antarktisfördraget och räknas som separat brittiskt territorium, medan Sydorkneyöarna och Sydshetlandsöarna ligger söder om latituden 60 grader sydlig bredd där Antarktisfördraget gäller.
Brittiska Antarktis omfattar förutom området på fastlandet även en rad öar i Scotiahavet och Weddellhavet och hela området omfattar cirka 1 709 400 kvadratkilometer (cirka fyra gånger Sveriges areal).
Området utgör ett brittiskt utomeuropeiskt territorium och förvaltas direkt av en kommissionär på Foreign and Commonwealth Office (Storbritanniens utrikesministerium) med kontor i London.
Området lyder formellt under brittisk lag och ger även ut sina egna frimärken, även om Storbritannien enligt Antarktisfördraget inte hävdar full suveränitet. Det innebär att brittisk lag i praktiken inte tillämpas på forskningsstationer tillhörande andra länder.